# Château de Saint-Germain-du-Salembre
Pour les articles homonymes, voir Château de Saint-Germain.
Le château de Saint-Germain-du-Salembre est un château français implanté sur la commune de Saint-Germain-du-Salembre dans le département de la Dordogne, en région Nouvelle-Aquitaine.

## Présentation
Le château de Saint-Germain-du-Salembre se situe au centre-ouest du département de la Dordogne, à l'intersection des routes départementales 41 et 104, à l'est du bourg de Saint-Germain-du-Salembre.
C’est une propriété privée.

## Historique
Bâti sur l'emplacement d'une ancienne villa gallo-romaine, le château actuel est un ancien château fort qui gardait, en ce lieu stratégique de la vallée du Salembre, l'intersection de cinq routes menant à Chantérac, Neuvic, Saint-Aquilin, Saint-Astier et Saint-Vincent-de-Connezac.
Il est inscrit au titre des monuments historiques depuis le 11 janvier 1991 pour le sol et le sous-sol des parcelles concernées, pour les façades et toitures du château, pour son escalier d'entrée dans la tour d'angle sud, ainsi que pour sa cheminée du XVIIe siècle de la salle à manger.
Sa digue médiévale sur radier gallo-romain — dont une partie s'est effondrée fin 2017 — a été retenue pour faire partie de la mission Bern 2018 pour le Loto du patrimoine. Sur les 140 000 euros nécessaires à sa réhabilitation, 21 000 sont issus du Loto du patrimoine.

## Architecture
Les douves ont été conservées sur les côtés ouest et sud du château qui présente deux logis des XVe et XVIIe siècles accolés en équerre, chacun avec deux galeries superposées, au rez-de-chaussée et au premier étage. À l'étage du logis nord, la galerie a été refaite en bois au XIXe siècle. Un pavillon a été ajouté dans l’angle des deux logis.

## Galerie de photos

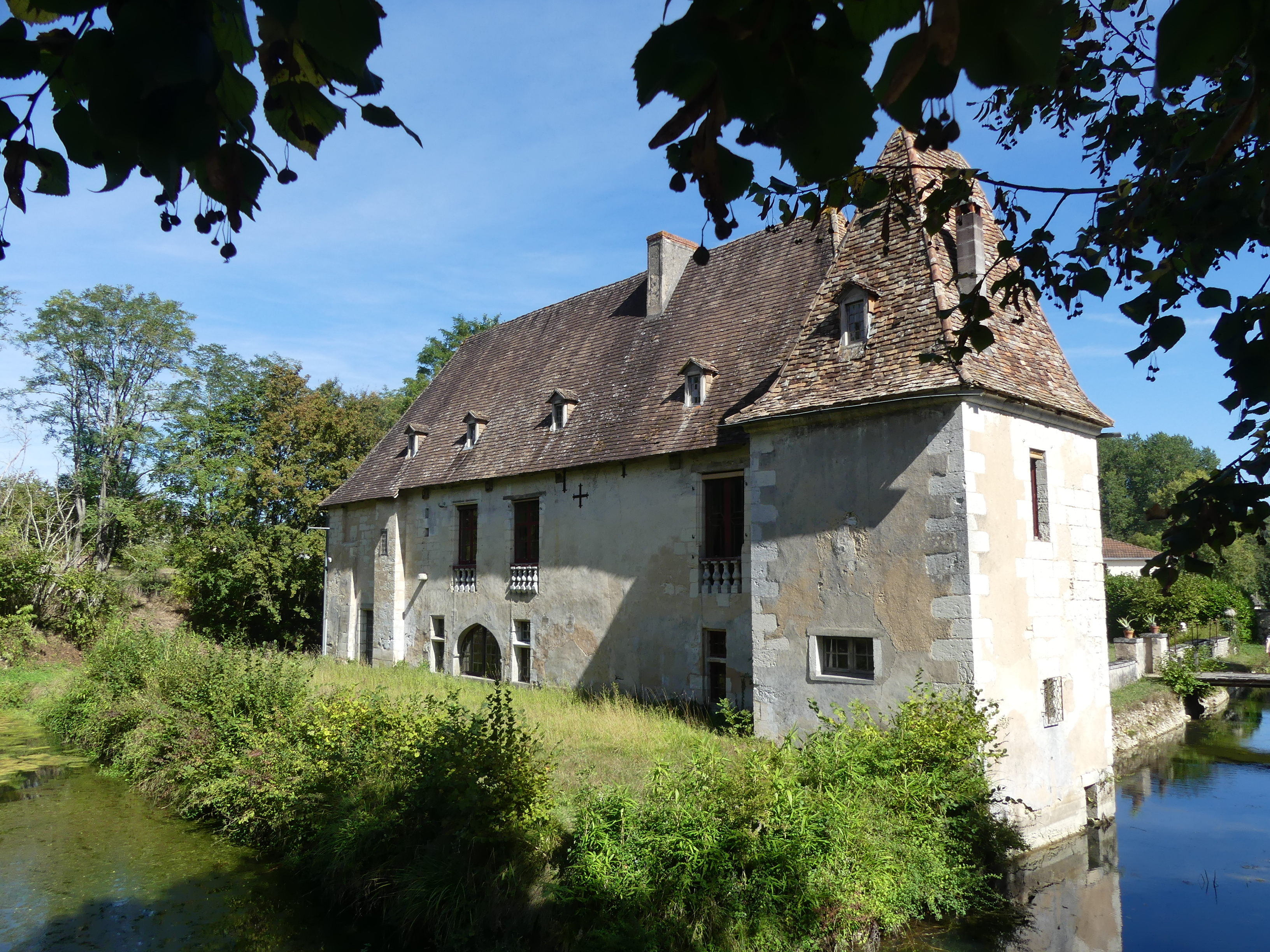
L'aile ouest.
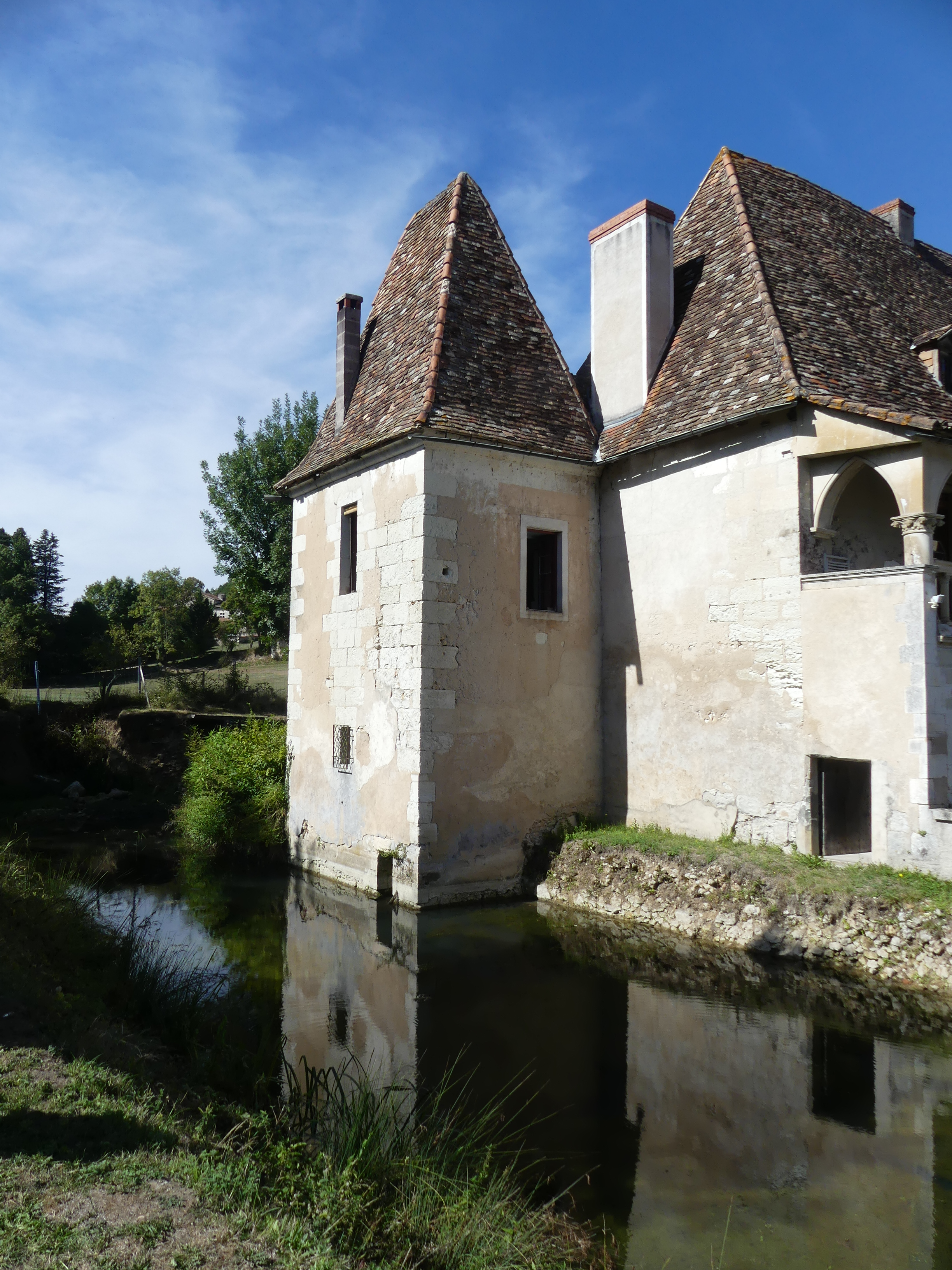
Les douves et la tour sud-ouest.
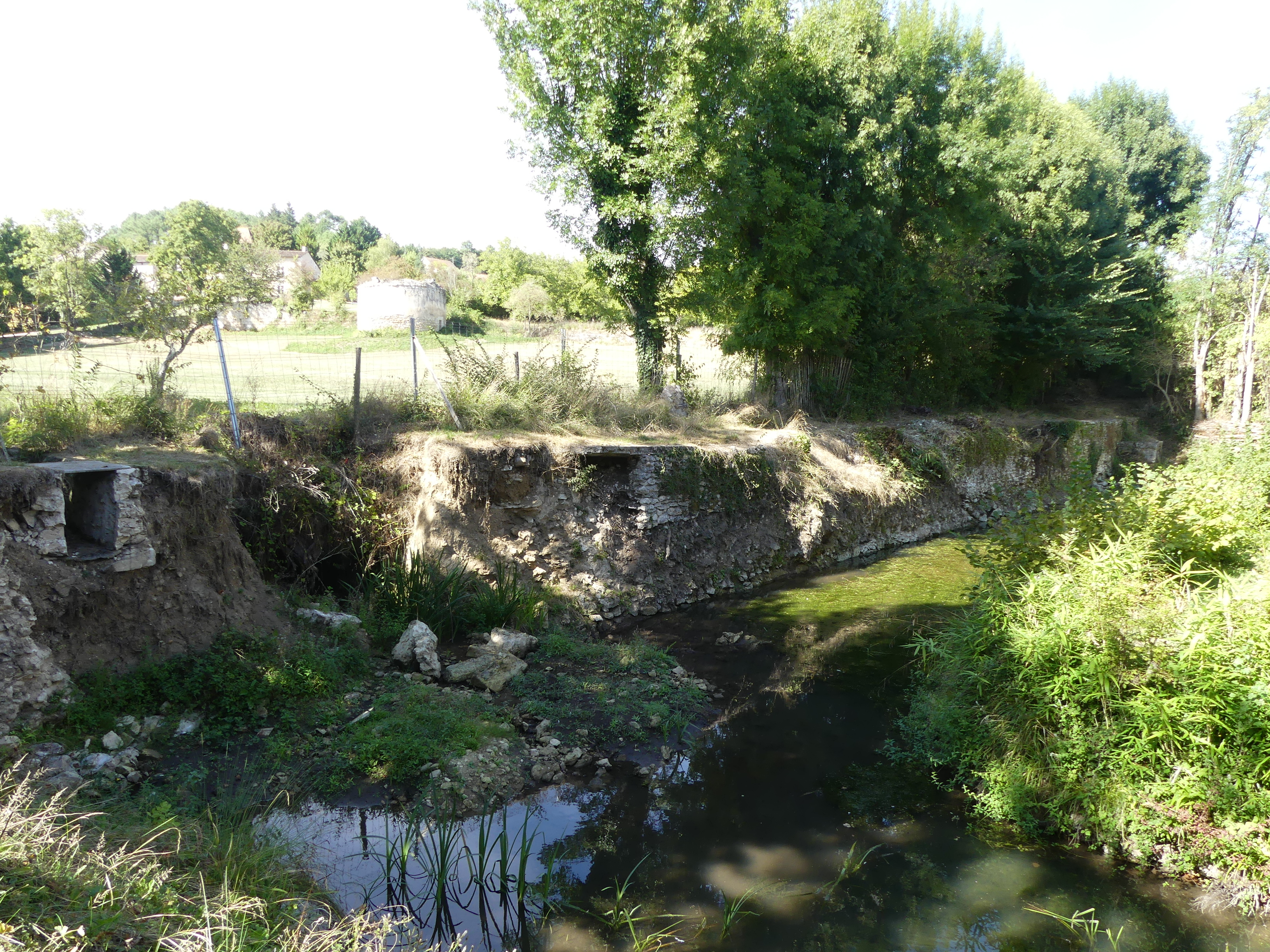
La digue castrale effondrée.
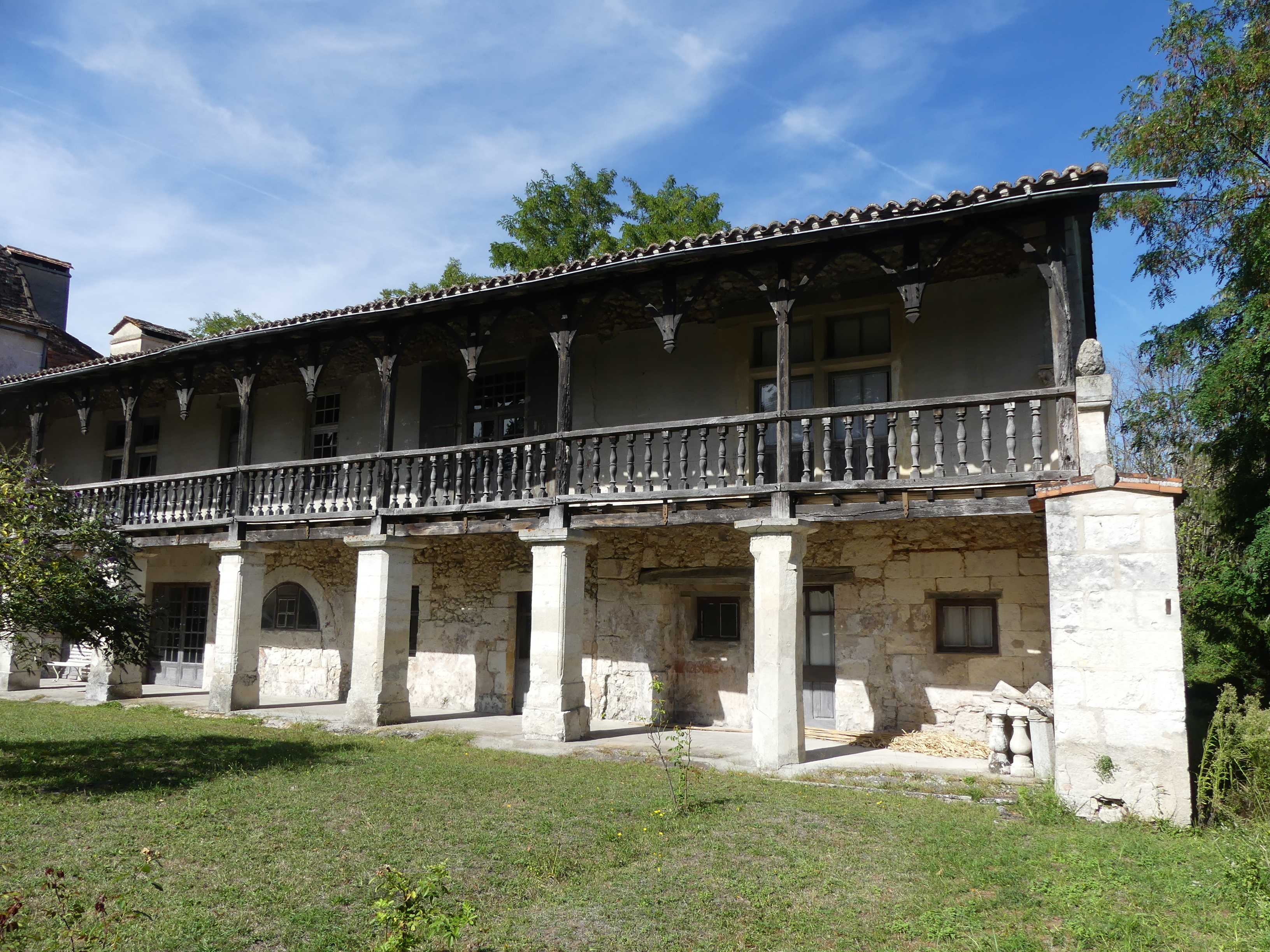
L'aile nord et sa galerie en bois.
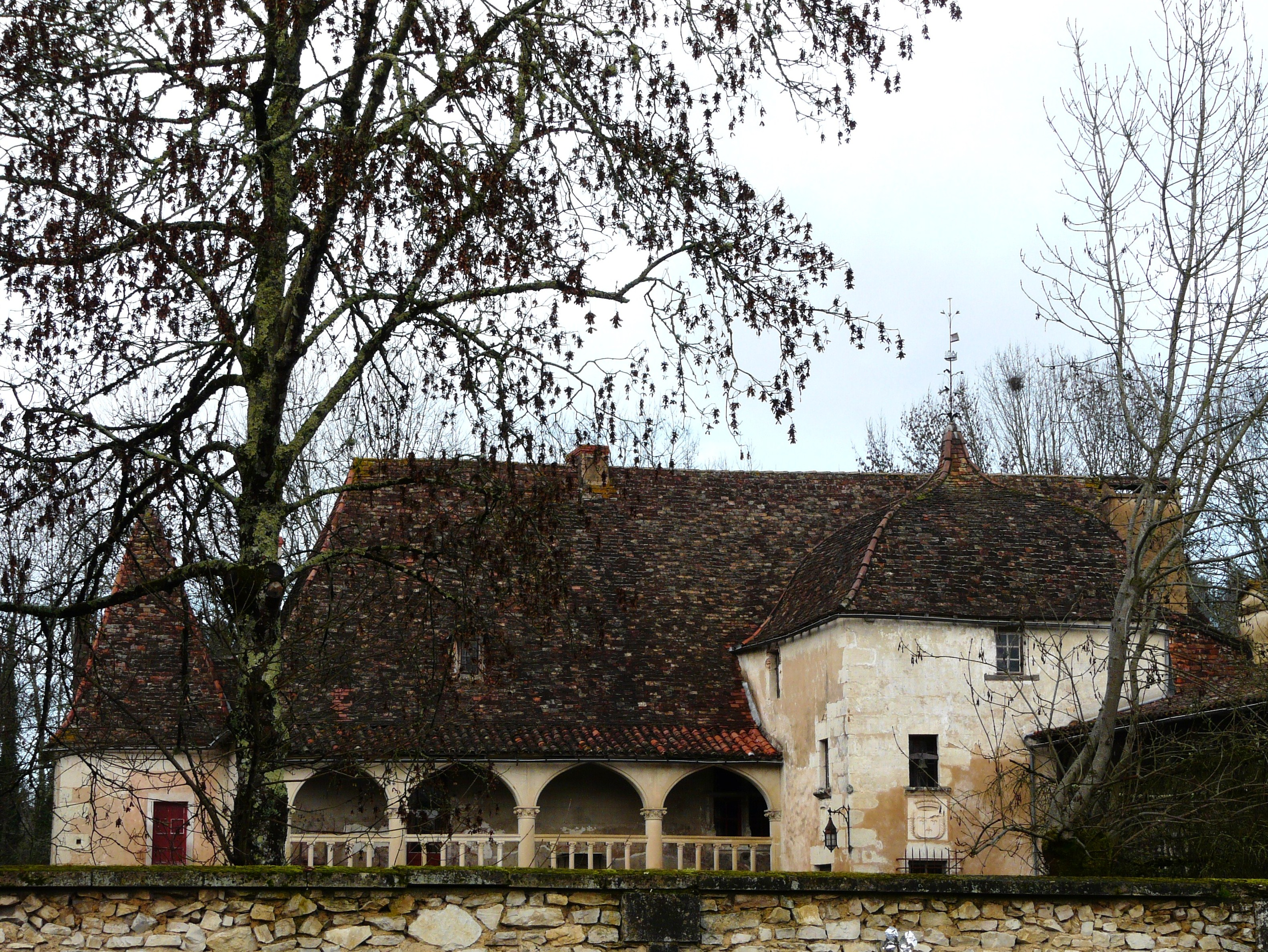
Les toits de l'aile ouest et du pavillon d'angle.
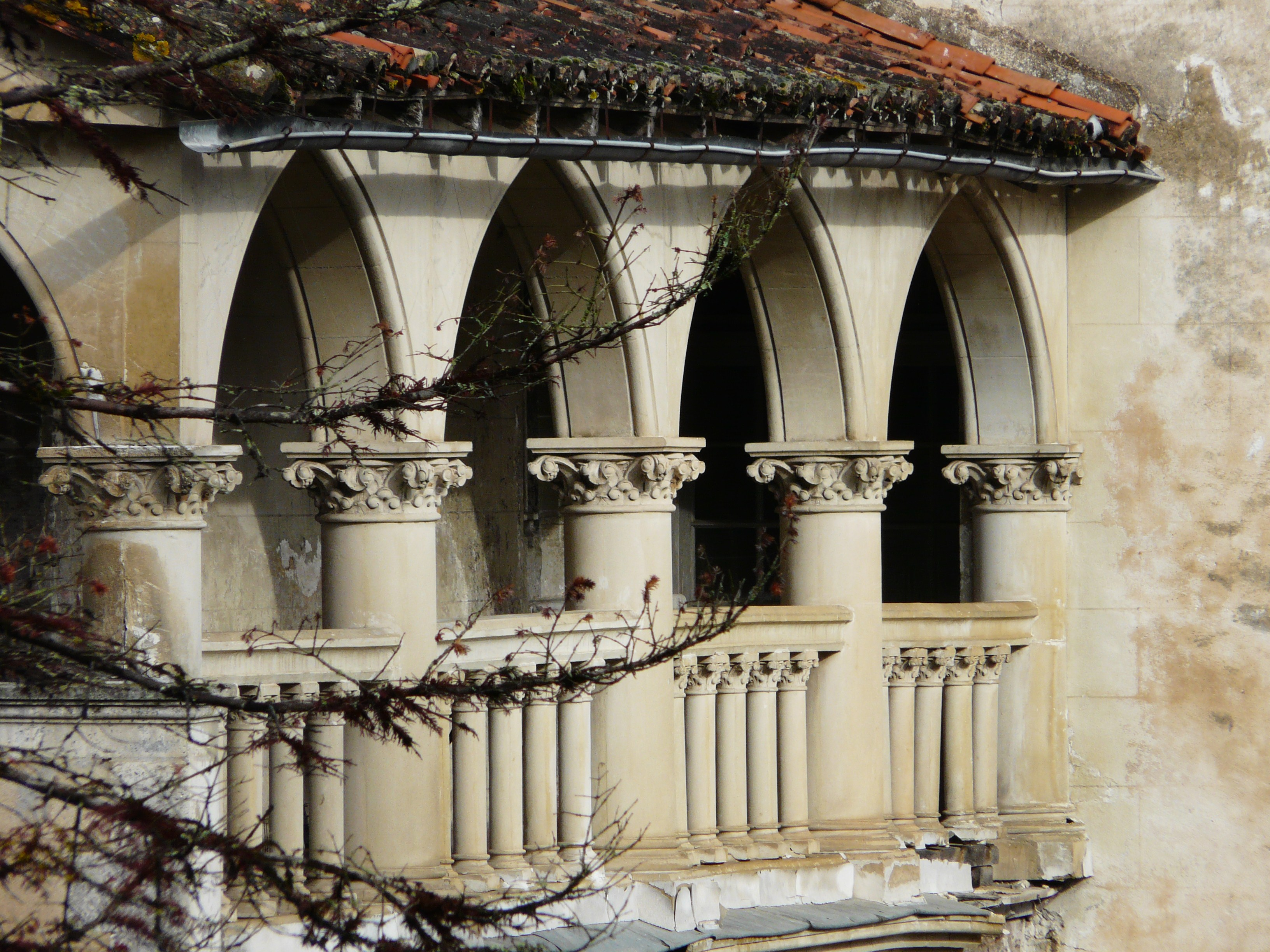
La galerie en pierre au premier étage de l'aile ouest.
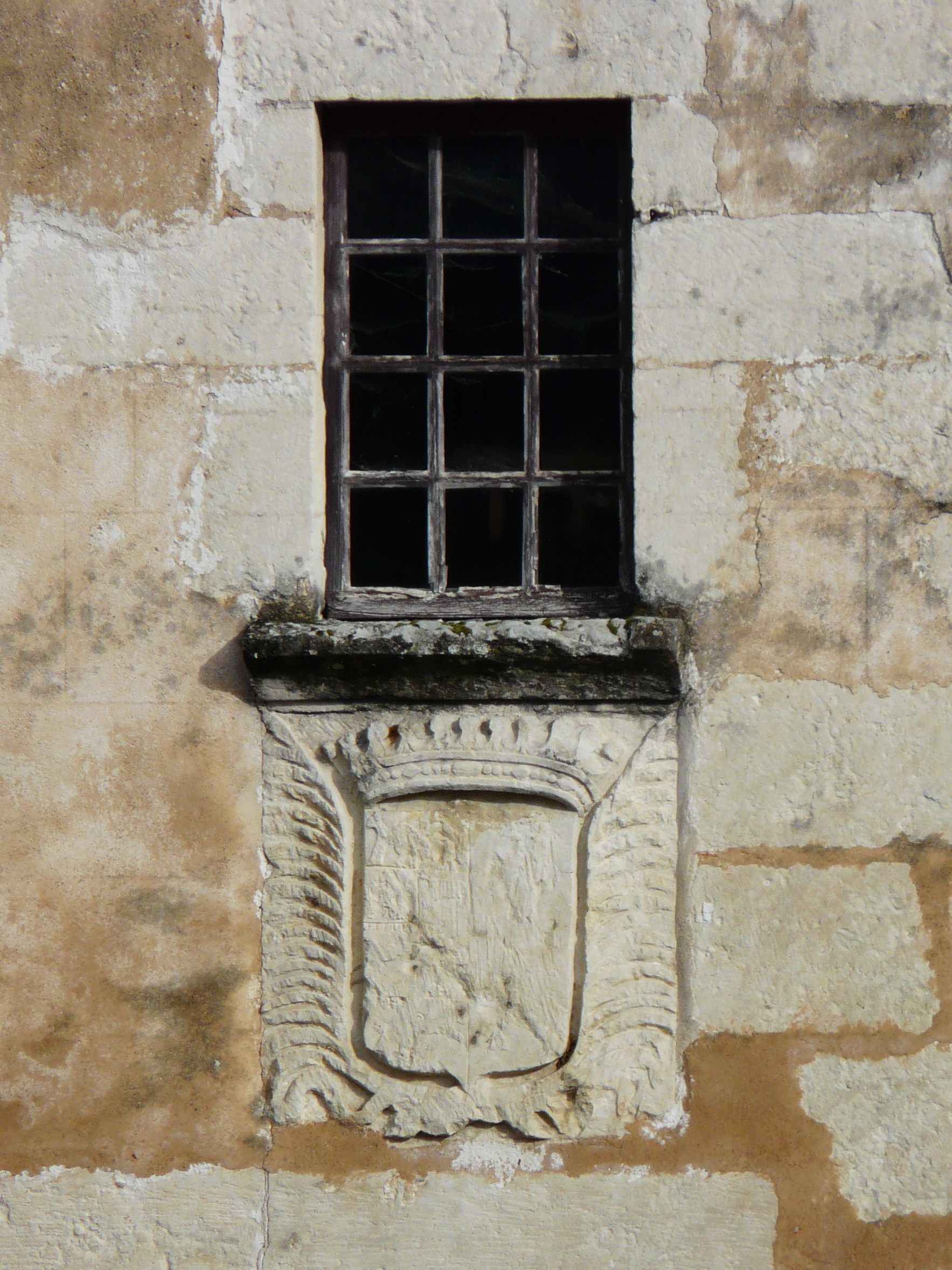
Anciennes armoiries martelées.